# Xystonotus aspera
Xystonotus aspera är en kvalsterart som beskrevs av Albert Burke Wolcott 1900. Xystonotus aspera ingår i släktet Xystonotus och familjen Mideopsidae. Inga underarter finns listade i Catalogue of Life.